# Callipharixenidae
Callipharixenidae – rodzina wachlarzoskrzydłych. Należą tu dwa gatunki, znane tylko z samic i larw pierwszego stadium. Opisane z Kambodży i Tajlandii.
- Callipharixenos muiri Pierce
- Callipharixenos siamensis Thunberg